# Jef Van Der Linden
Jef Van Der Linden (2 de novembre de 1927 - 8 de maig de 2008) fou un futbolista belga.

## Selecció de Bèlgica
Va formar part de l'equip belga a la Copa del Món de 1954 però no disputà cap partit.